# Ахмад Нуроллагі
Ахмад Нуроллагі (перс. احمد نورالهی; нар. 1 лютого 1993, Азадшахр, Іран) — іранський футболіст, півзахисник «Аль-Аглі» та національної збірної Ірану.

## Клубна кар'єра

### Ранні роки
У 16-річному віці приєднався до молодіжної академії «Фулада» (Язд). У 2011 році переведений до першої команди.

### «Фулад» (Язд)
Приєднавшись до складу дорослої команди «Фулада» (Язд), виступав у Лізі Азадеган. Своєю впевненою грою допоміг команді уникнути пониження в класі. У сезоні 2013/14 років відзначився 3-а голами, один з яких був визнаний найкрасивішим у сезоні.

### Персеполіс

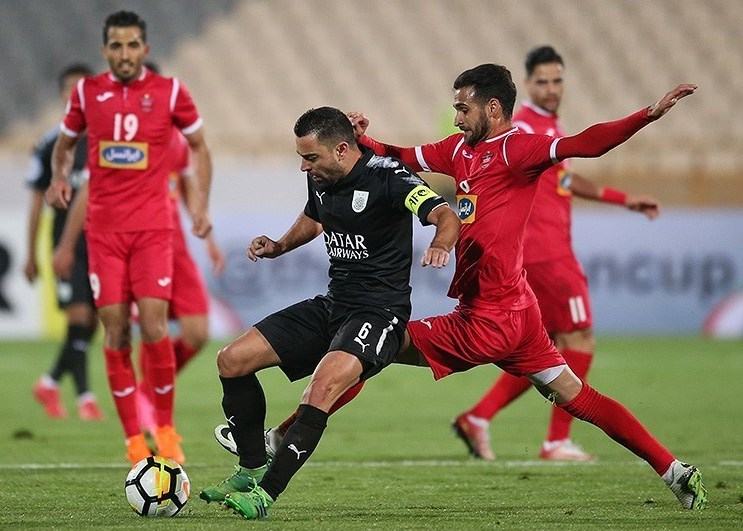
Ахмад Нуроллагі та Хаві в поєдинку між «Персеполісом» та «Ас-Саддом».

Вілігравши 3 сезони у «Фуладі», влітку 2014 року перейшов до «Персеполіса». 13 червня 2014 року підписав 3-річний контракт з «Червоними Тегеранцями». Дебютував у новому клубі, вийшовши у стартовому складі поєдинку 2-о туру проти Про-ліги 2014/15 проти «Фуладу». Взимку 2017 року перейшов в оренду до завершення сезону до складу «Трактор Сазі» (для проходження військової служби). Напередодні старту «Персеполіса» в Про-лізі 2018/19 повенувся до команди.

## Клубна статистика виступів
Станом на 11 лютого 2020
| Клуб                    | Дивізіон          | Сезон             | Ліга  | Ліга | Кубок Хазфі | Кубок Хазфі | Азія  | Азія | Загалом | Загалом |
| Клуб                    | Дивізіон          | Сезон             | Матчі | Голи | Матчі       | Голи        | Матчі | Голи | Матчі   | Голи    |
| ----------------------- | ----------------- | ----------------- | ----- | ---- | ----------- | ----------- | ----- | ---- | ------- | ------- |
| «Фулад» (Язд)           | Дивізіон 1        | 2011–12           | 0     | 0    | 0           | 0           | –     | –    | 0       | 0       |
| «Фулад» (Язд)           | Дивізіон 1        | 2012–13           | 13    | 1    | 0           | 0           | –     | –    | 13      | 1       |
| «Фулад» (Язд)           | Дивізіон 1        | 2013–14           | 20    | 3    | 0           | 0           | –     | –    | 20      | 3       |
| «Фулад» (Язд)           | Загалом           | Загалом           | 33    | 4    | 0           | 0           | –     | –    | 33      | 4       |
| «Персеполіс»            | Про-ліга          | 2014–15           | 23    | 1    | 2           | 0           | 8     | 0    | 33      | 1       |
| «Персеполіс»            | Про-ліга          | 2015–16           | 25    | 1    | 3           | 0           | 2     | –    | 30      | 1       |
| «Персеполіс»            | Про-ліга          | 2016–17           | 14    | 0    | 0           | 0           | 0     | 0    | 14      | 0       |
| «Трактор Сазі» (оренда) | Про-ліга          | 2016–17           | 4     | 0    | 0           | 0           | –     | –    | 4       | 0       |
| «Персеполіс»            | Про-ліга          | 2017–18           | 9     | 0    | 0           | 0           | 7     | 1    | 16      | 1       |
| «Персеполіс»            | Про-ліга          | 2018–19           | 26    | 2    | 5           | 0           | 9     | 0    | 39      | 2       |
| «Персеполіс»            | Про-ліга          | 2019–20           | 19    | 3    | 3           | 0           | 1     | 0    | 22      | 3       |
| Загалом                 | Загалом           | Загалом           | 121   | 7    | 13          | 0           | 27    | 1    | 162     | 8       |
| Усього за кар'єру       | Усього за кар'єру | Усього за кар'єру | 154   | 11   | 13          | 0           | 27    | 1    | 195     | 12      |

- Гольові передачі

| Сезон   | Команда       | Асисти |
| ------- | ------------- | ------ |
| 2013–14 | «Фулад» (Язд) | 5      |

## Кар'єра в збірній

### Олімпійська збірна Ірану
У червні 2014 року Нелу Вінгада викликав Ахмада до олімпійської збірної Ірану Був віце-капітаном олімпійської збірної, в той час як капітаном — Аліреза Джаганбахш.

### Головна збірна

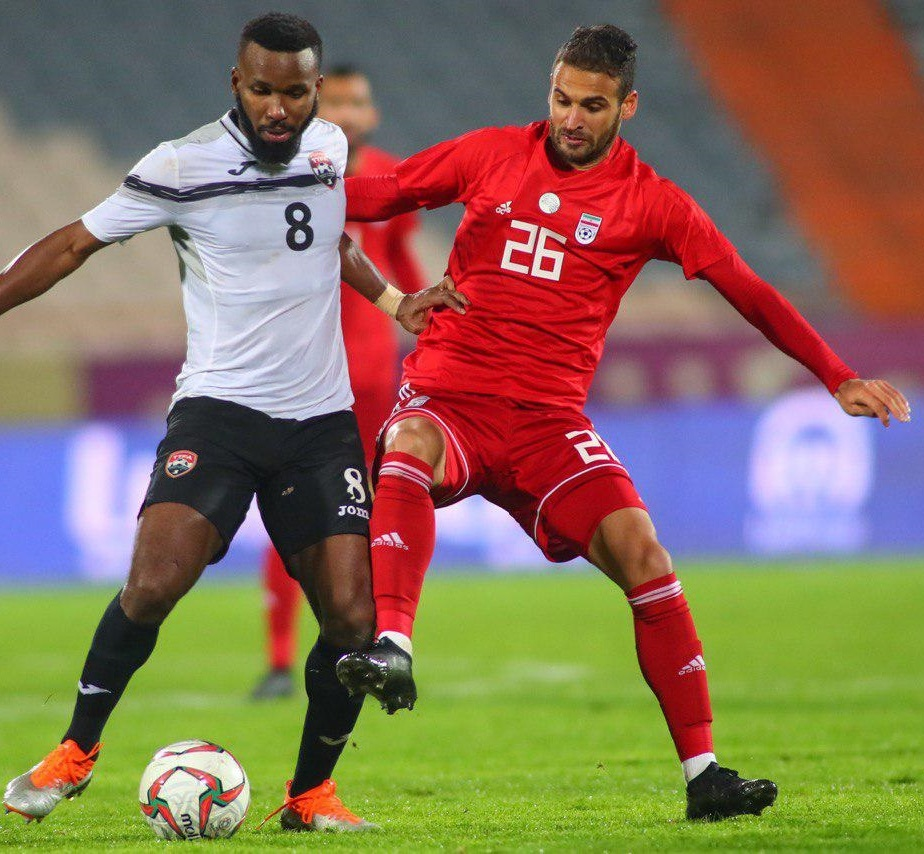
Ахмад Нуроллагі у футболці збірної Ірану

У жовтні 2018 року отримав виклик від Карлуша Кейроша до тренцувального табору національної збірної Ірану. 15 листопада 2018 року дебютував за національну команду в поєдинку проти Тринідаду і Тобаго.

### Матчі та голи за збірну
| Дата       | Місто    | Господарі      | Результат | Гості             | Турнір                     | Голи | Примітки |
| ---------- | -------- | -------------- | --------- | ----------------- | -------------------------- | ---- | -------- |
| 15-11-2018 | Тегеран  | Іран           | 1 – 0     | Тринідад і Тобаго | товариський матч           | -    |          |
| 24-12-2018 | Доха     | Іран           | 1 – 1     | Палестина         | товариський матч           | -    |          |
| 12-1-2019  | Абу-Дабі | В'єтнам        | 0 – 2     | Іран              | Кубок Азії 2019 - 1-й етап | -    | 64'      |
| 11-6-2019  | Сеул     | Південна Корея | 1 – 1     | Іран              | товариський матч           | -    | 46'      |
| 10-10-2019 | Тегеран  | Іран           | 14 – 0    | Камбоджа          | Відбір до ЧС 2022          | 1    |          |
| 15-10-2019 | Ріффа    | Бахрейн        | 1 – 0     | Іран              | Відбір до ЧС 2022          | -    | 74'      |
| 14-11-2019 | Амман    | Ірак           | 2 – 1     | Іран              | Відбір до ЧС 2022          | 1    |          |
| Усього     |          | Матчів         | 7         |                   | Голів                      | 2    |          |

## Досягнення
«Персеполіс»
- Про-ліга Перської затоки
  -  Чемпіон (4): 2017/18, 2018/19, 2019/20, 2020/21

- Кубок Хазфі
  -  Володар (1): 2018/19

- Суперкубок Ірану
  -  Володар (1): 2018, 2019, 2020

- Ліга чемпіонів АФК
  -  Фіналіст (1): 2018